# Malyj Begičev
Malyj Begičev (in russo Малый Бегичев, in italiano Piccola Begičev) è un'isola russa bagnata dal mare di Laptev.
Amministrativamente appartiene all'Anabarskij ulus della repubblica autonoma russa di Sacha-Jacuzia sebbene disti pochissimi chilometri dal Territorio di Krasnojarsk.

## Geografia
L'isola è situata nella parte meridionale del mare di Laptev, nel golfo della Chatanga, e dista 25 km dalle coste continentali della penisola Urjung-Tumus (полуостров Урюнг-Тумус, poluostrov Urjung-Tumus). È nettamente più piccola di Bol'šoj Begičev, che si trova circa 9 km a est, oltre lo stretto del Pioniere (пролив Пионер, proliv Pioner); misura infatti 5,2 km di lunghezza e 4 km di larghezza, per una superficie di circa 15 km², contro i 1.764 km² della "sorella maggiore". L'altezza massima è di 23 m s.l.m.

Il territorio è ricoperto di numerosi piccoli laghi. 
Nella parte orientale si trova una piccola lingua di sabbia (kosa, in russo).
L'isola deve il nome all'esploratore e marinaio russo Nikifor Alekseevič Begičev, che la scoprì nel 1908.